# Schiffelwirtschaft
Der Begriff Schiffelwirtschaft (auch Schiffelkultur) bezeichnet insbesondere in der Eifelregion und im Hunsrück eine ehemalige Form des Brandfeldbaus, bei der die Rasenschicht der Schiffelländer abgeschält, getrocknet und verbrannt wurde, um sie zur Düngung zu nutzen. Auch im Sauerland und im Hohen Westerwald war diese Nutzung bekannt. Die Schiffelwirtschaft ähnelt der Rottwirtschaft mit dem Unterschied, dass bei der Schiffelwirtschaft die Brache aus Rasen, Heide oder Ginstergestrüpp bestand, während sie bei der Rottwirtschaft aus Niederwald gebildet wurde. Aufgrund der Ähnlichkeit wird angenommen, dass die Schiffelwirtschaft aus der Rottwirtschaft entstanden ist.
Die Asche der Schiffelfeuer wurde mit der Herbstsaat zur Düngung auf den Boden verteilt. Meist wurde im ersten Jahr Roggen eingesät und flachgründig eingepflügt. Die folgende Fruchtfolge richtete sich nach der Qualität der Böden, wobei auf geringwertigen Böden meist im zweiten Jahr Hafer und im dritten Jahr Buchweizen gesät wurde. Nach dem dritten oder vierten Anbaujahr waren die Böden meist ausgelaugt und wurden der Selbstberasung überlassen. Sie dienten dann 15 bis 20 Jahre lang als magere Weide, bevor der Rasen erneut abgeschält wurde und der Bearbeitungszyklus von vorn begann. 
Die spärliche Grasnarbe war schnell abgefressen und übrig blieben nur die Pflanzen, die von den Tieren verschmäht wurden. So entstanden mit der Zeit die typischen Heidelandschaften. Es bildeten sich Heidekraut und das anspruchslose Borstgras. Das Heidekraut wurde regelmäßig geschnitten. Dadurch bildete sich im Laufe der Jahre eine torfähnliche Bodenbedeckung. Diese Bodendeckung wurde mit Schaufeln abgeplaggt (abgeschiffelt). Die Plaggen wurden auch als Streu für das Vieh und als Brennmaterial verwendet. 